# Siegfried Schott
Siegfried Hugo Erdmann Schott (* 20. August 1897 in Berlin; † 29. Oktober 1971 in Innsbruck) war ein deutscher Ägyptologe und Künstler. Er war Professor für Ägyptologie an der Universität Göttingen.

## Leben und Wirken
Im Ersten Weltkrieg meldete sich Schott 1915 als Kriegsfreiwilliger, wurde Fahnenjunker und im Jahr darauf Leutnant. Von 1916 bis 1920 war er in französischer Gefangenschaft. In den frühen 1920er Jahren war er als Maler, Grafiker und Dichter tätig und veröffentlichte in der Hamburger expressionistischen Kunstzeitschrift Kündung. Das Museum of Modern Art in New York besitzt Holzschnitte des Künstlers aus dieser Zeit. 1923 brachte er einen Gedichtband heraus. In der NS-Zeit wurden sieben seiner Gemälde 1937 im Zuge der Aktion „Entartete Kunst“ auf dem Boden der Hansischen Hochschule für bildende Künste beschlagnahmt, vier davon wurden 1938 in der Wanderausstellung „Entartete Kunst“ in Düsseldorf gezeigt, zwei in Hamburg und in Frankfurt.
An den Universitäten Freiburg (Br.) und Marburg studierte Schott Philosophie, Germanistik, Kunstgeschichte und Archäologie, er besuchte insbesondere Vorlesungen von Martin Heidegger zur Philosophie des deutschen Idealismus. 1924 wechselte er nach Heidelberg und wandte sich der Ägyptologie zu (bei Hermann Ranke). Dort wurde er 1926 mit der Arbeit Untersuchungen zur Schriftgeschichte der Pyramidentexte promoviert. Mit Stipendien der Notgemeinschaft der Deutschen Wissenschaft setzte er seine Studien bei Hermann Junker in Wien und bei Kurt Sethe in Berlin fort. In den ägyptologischen Sammlungen des Louvre (Paris), des British Museum (London) und des Rijksmuseum van Oudheden (Leiden) fertigte er hieroglyphische Transkriptionen zahlreicher in hieratischer Schrift geschriebener Papyri mythologischen Inhalts an.
Von 1929 bis 1930 arbeitete er als wissenschaftlicher Hilfsarbeiter am Ägyptischen Museum in Berlin und dann bis 1931 als wissenschaftlicher Referent am Deutschen Archäologischen Institut in Kairo. Anschließend war er von 1931 bis 1937 als Epigraphiker des Oriental Institute der University of Chicago in Luxor tätig. Am 1. November 1932 trat Schott der NSDAP bei. 1937/38 habilitierte er sich in Göttingen und übernahm nach der vorzeitigen Emeritierung und Emigration seines akademischen Lehrers Hermann Ranke 1938 die Vertretung der Heidelberger Professur, von 1938 bis 1943 als Dozent, von 1943 bis 1945 als außerplanmäßiger Professor. Seine Tätigkeit in Heidelberg wurde allerdings durch den Kriegsdienst 1939 bis 1942 in Frankreich und Nordafrika unterbrochen, bei seiner Entlassung 1943 hatte er den Rang eines Majors erreicht.
Nach 1945 wurde Schott wegen seiner Mitgliedschaft in verschiedenen nationalsozialistischen Organisationen entlassen. Ab 1950 arbeitete er in der Orientalischen Kommission der Akademie der Wissenschaften und der Literatur in Mainz. Von 1952 bis 1957 war er außerordentlicher, von 1957 bis zur Emeritierung 1966 ordentlicher Professor für Ägyptologie an der Universität Göttingen.
Schott war ab 1953 ordentliches Mitglied des Deutschen Archäologischen Instituts und ab 1955 der Akademie der Wissenschaften in Göttingen. Mit Wolfgang Helck (Ordinarius in Hamburg), Elmar Edel (Bonn), Erich Lüddeckens (Mainz, ab 1964 Würzburg) und weiteren seinerzeit etablierten Ägyptologen bildete Schott den jährlich tagenden „Bodenheimer Kreis“. 1968 wurde er zum auswärtigen Mitglied der Académie des Inscriptions et Belles-Lettres gewählt.